# مطار تشنغدو شوانغليو الدولي
مطار تشنغدو شوانغليو الدولي (بالإنجليزية: Chengdu Shuangliu International Airport)‏ (إياتا: CTU، إيكاو: ZUUU) هو محور جوي رئيسي في غرب الصين وواحد من المطارين الدوليين اللذين يخدمان تشنغدو، عاصمة مقاطعة سيتشوان الصينية، والآخر هو مطار تشنغدو تيانفو الدولي (TFU). يخدم بشكل رئيسي الرحلات الداخلية في جميع أنحاء الصين.
يقع على بعد حوالي 16 كيلومترًا (10 ميل) جنوب غرب وسط مدينة تشنغدو شمال منطقة شوانغليو، يعد مطار شوانغليو مركزًا مهمًا للطيران في غرب الصين. يعد مطار شوانغليو أحد المحورين الرئيسيين لشركة طيران الصين، والآخر هو مطار بكين العاصمة الدولي. المطار هو أيضًا المحور الرئيسي لخطوط سيتشوان الجوية وخطوط تشنغدو الجوية. كان مطار شوانغليو ثالث أكثر المطارات ازدحامًا في العالم وثاني أكثر المطارات ازدحامًا في الصين في عام 2020.
صنف مطار تشنغدو شوانغليو الدولي في المرتبة الخامسة في الصين من حيث عدد الركاب عام 2011 وفقًا لإدارة الطيران المدني في الصين، حيث تعامل مع 29,073,719 راكب، وبلغ إجمالي حركة الطائرات (القادمة والمغادرة) 222,421 طائرة وقد بلغت كمية البضائع المنقولة عبر المطار 477,695 طن.

## شركات الطيران والوجهات

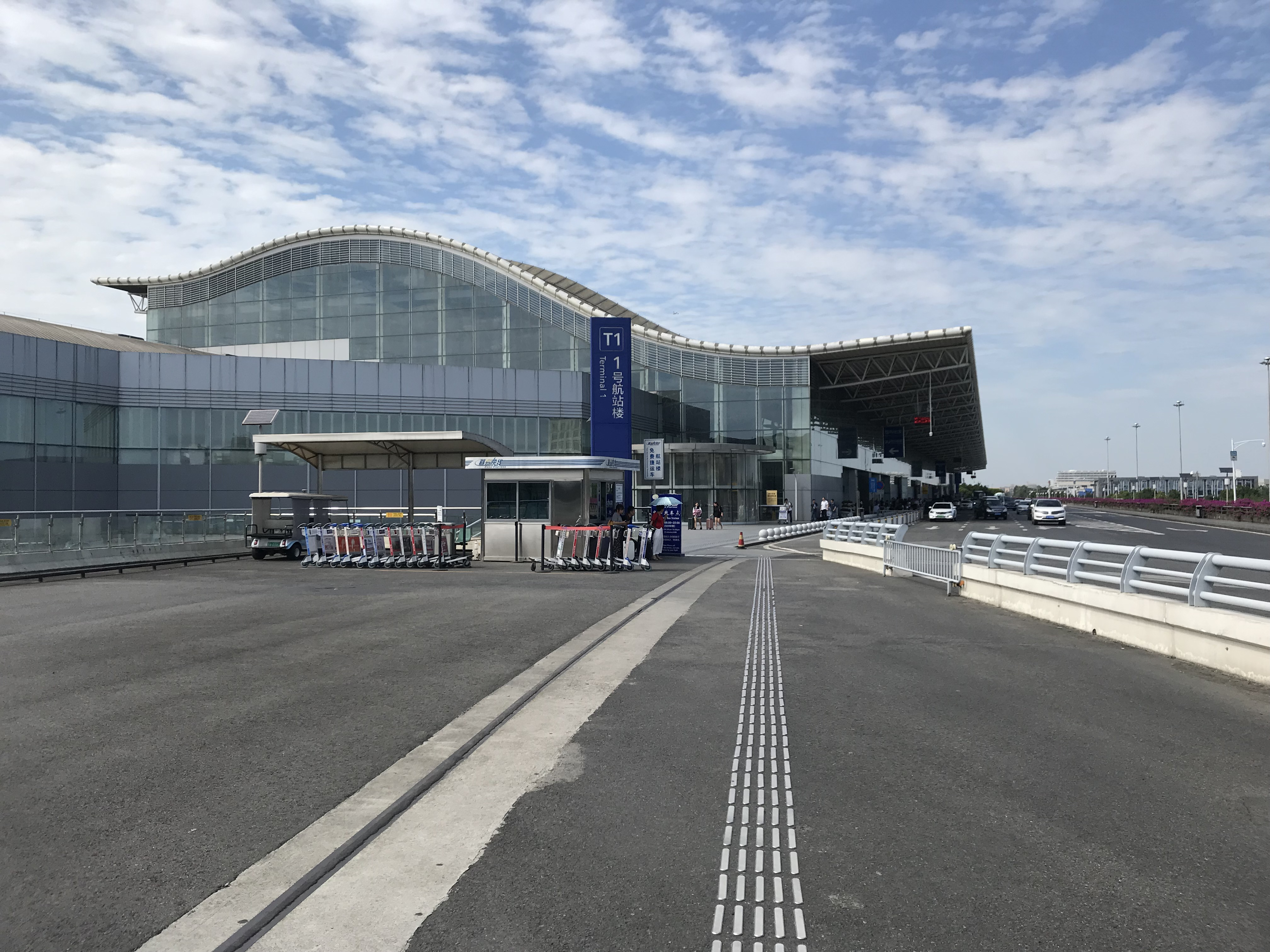
المبنى رقم 1 بمطار تشنغدو شوانغليو الدولي في أغسطس 2019

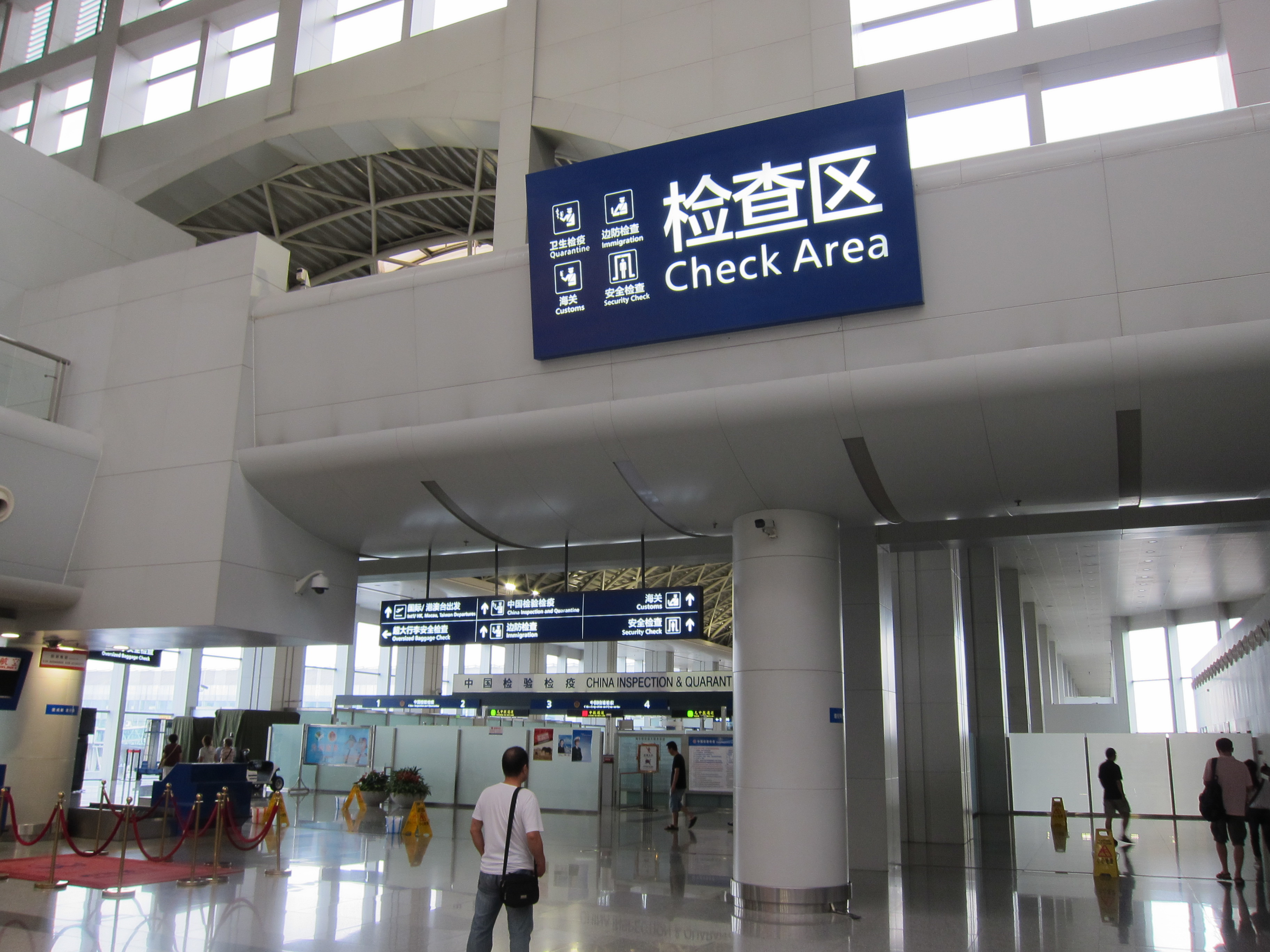
صالة المغادرة الدولية

### الركاب
| شركـات طيـران             | الوجهات |
| ------------------------- | --- |
| طيران الصين               | مطار اكسو، مطار بكين العاصمة الدولي، مطار بكين داشينغ الدولي، مطار تشانغشا هوانغوا الدولي، مطار فويانغ شيغوان، مطار فوتشو تشانغله الدولي، مطار قوييانغ لونغدونغابو الدولي، مطار هانغتشو شياوشان الدولي، مطار هاربين الدولي، مطار حيفي شينكياو الدولي، مطار هوهوت بايتا الدولي، مطار هونغيوان، مطار خوتان، مطار جينان الدولي، مطار كاراماي، مطار كاشغر الدولي، مطار لانتشو تشونغ تشوان، مطار لاسا الدولي، مطار نانتشانغ تشانغبى الدولي، مطار نانجينغ الدولي، مطار نانينغ الدولي، مطار نينغبو ليش الدولي، مطار نينغشهاي ماينلينغ، مطار بانزهيوها باوأنينغ، مطار كامدو بامدا، مطار غينغادو جياودونغ الدولي، مطار سانيا فينيكس الدولي، مطار شانغهاي هونغكياو الدولي، Shannan، مطار شنيانغ الدولي، Shigatse–Tingri، مطار شيهيزي، مطار تيانجين الدولي، مطار أورومتشي الدولي، مطار ونزهو يونجقيانج الدولي، مطار ووهان الدولي، مطار شيامن قاوتشي الدولي، مطار شانغينغ ليوجي، مطار شينينغ الدولي، مطار يانغزهو تايزهو، مطار ينتشوان خه دونغ، مطار ينينغ، مطار تشانغجياجيه هيهوا، مطار تشنغتشو الدولي |
| Air Travel ‏               | مطار كونمينغ جانغشوي الدولي |
| خطوط العاصمة بكين الجوية  | مطار قوانغتشو باييون الدولي، مطار هانغتشو شياوشان الدولي، مطار غينغادو جياودونغ الدولي، مطار سانيا فينيكس الدولي |
| Chengdu Airlines          | مطار فوتشنغ بيهاي، مطار تشانغشا هوانغوا الدولي، مطار تشيفنغ يولونغ، مطار داليان الدولي، Dazhou، مطار فوتشو تشانغله الدولي، مطار قوانغتشو باييون الدولي، مطار هايلار دونغشان، مطار هانغتشو شياوشان الدولي، مطار هينغيانغ نانيوي، مطار جينينغ كوفو، مطار كونمينغ جانغشوي الدولي، مطار لانتشو تشونغ تشوان، مطار لاسا الدولي، Lianyungang، مطار ساني ليجيانغ، مطار لينفين ياودو، مطار نانجينغ الدولي، مطار جينجيانغ تشيوانتشو، مطار سانيا فينيكس الدولي، مطار شانغهاي هونغكياو الدولي، مطار شانغهاي بودنغ الدولي، مطار شينزين باوان الدولي، مطار تايتشو وقياو، مطار تيانجين الدولي، مطار أولانهوت، مطار يهاي داسهويبو، مطار ونزهو يونجقيانج الدولي، مطار ووهان الدولي، مطار شينغي، مطار شيشوانغباننا غاسا، مطار نانيانغ يانتشنغ، مطار ييتشانغ سانشيا، مطار يويانغ، مطار تشانغيه قانتشو، مطار تشوهاى سانزو، مطار رينهواي ماوتاي، مطار زوني شينزهو |
| خطوط شرق الصين الجوية     | مطار بوشان يوندوان، مطار تشانغتشون الدولي، مطار هوايان ليانشوي، مطار جينان الدولي، Jinzhou، مطار لاسا الدولي، مطار يوتشو بيلين، مطار شنيانغ الدولي، مطار شينزين باوان الدولي، مطار شيهيان ودانغشان، مطار سنن شوفانغ الدولي، مطار شيامن قاوتشي الدولي، مطار شينتشو وتايشهان، مطار يانتاي بينجلاي الدولي، مطار ينتشوان خه دونغ، Zhanjiang |
| طيران الصين اكسبرس        | مطار بيجي فيشونغ، مطار تشونغتشينغ جيانغبى الدولي، مطار قوييانغ لونغدونغابو الدولي، مطار كورلا، مطار يوتشو بيلين، مطار مانزهولوي شيجياو، مطار شينغي |
| خطوط جنوب الصين الجوية    | مطار بكين داشينغ الدولي، مطار تشانغتشون الدولي، مطار تشانغشا هوانغوا الدولي، مطار دالي، مطار داليان الدولي، مطار داتشينغ سارتو، مطار قوانغتشو باييون الدولي، مطار هايكو ميلان الدولي، مطار هاربين الدولي، مطار خوتان، مطار جييانغ شاوشان، مطار كورلا، مطار بانزهيوها باوأنينغ، مطار سانيا فينيكس الدولي، مطار شانغهاي بودنغ الدولي، مطار شنيانغ الدولي، مطار شينزين باوان الدولي، مطار أورومتشي الدولي، مطار ووهان الدولي، مطار شيان شيانيانغ الدولي، مطار تشنغتشو الدولي |
| Colorful Guizhou Airlines | مطار قوييانغ لونغدونغابو الدولي، مطار ليوبانشوي يويزهاو |
| Dalian Airlines           | مطار داليان الدولي |
| Donghai Airlines          | مطار نانتونغ شينغ دونغ |
| خطوط هاينان الجوية        | مطار بكين العاصمة الدولي، مطار قوانغتشو باييون الدولي، مطار هايكو ميلان الدولي، مطار غيونغهاي بواو، مطار سانيا فينيكس الدولي، مطار شانغهاي بودنغ الدولي، مطار شينزين باوان الدولي، مطار أورومتشي الدولي |
| Kunming Airlines          | مطار تشانغشا هوانغوا الدولي، مطار كونمينغ جانغشوي الدولي |
| طيران لونج                | مطار هانغتشو شياوشان الدولي |
| خطوط لاكي الجوية          | مطار جينان الدولي، مطار كونمينغ جانغشوي الدولي |
| خطوط طيران أوكاي          | مطار تشانغشا هوانغوا الدولي، مطار تيانجين الدولي |
| Ruili Airlines            | مطار داتونغ يونغانغ، مطار هاربين الدولي، مطار كونمينغ جانغشوي الدولي، مطار تشينغيانغ، مطار غينهوانغادو بيداهي |
| خطوط شاندونغ الجوية       | مطار قويلين يانغ جيانغ الدولي، مطار جينان الدولي، مطار جينغدتشن جيا، مطار غينغادو جياودونغ الدولي، مطار شيامن قاوتشي الدولي |
| خطوط شانغهاي الجوية       | مطار شانغهاي هونغكياو الدولي، مطار شانغهاي بودنغ الدولي |
| خطوط شينزين الجوية        | مطار بكين العاصمة الدولي، مطار قوانغتشو باييون الدولي، مطار نانجينغ الدولي، مطار جينجيانغ تشيوانتشو، مطار شينزين باوان الدولي، مطار سنن شوفانغ الدولي |
| خطوط سيتشوان الجوية       | مطار بكين العاصمة الدولي، مطار بولي ألاشهانكو، مطار تشانغتشون الدولي، مطار تشانغشا هوانغوا الدولي، مطار تشانغتشو بيننو، مطار داوجينغ يادينغ، مطار فوتشو تشانغله الدولي، مطار قوانغتشو باييون الدولي، مطار هايكو ميلان الدولي، مطار هاندان، مطار هانغتشو شياوشان الدولي، مطار هاربين الدولي، مطار حيفي شينكياو الدولي، مطار جينان الدولي، مطار جيوتشايقو هوانغ لونغ، مطار كانغدينغ، مطار كاشغر الدولي، مطار كونمينغ جانغشوي الدولي، مطار لانتشو تشونغ تشوان، مطار لاسا الدولي، مطار ساني ليجيانغ، مطار لونغيان غوانزهيشان، مطار نانتشانغ تشانغبى الدولي، مطار نانجينغ الدولي، مطار نانينغ الدولي، مطار نينغبو ليش الدولي، مطار نينغشهاي ماينلينغ، مطار بانزهيوها باوأنينغ، مطار غينغادو جياودونغ الدولي، مطار سانيا فينيكس الدولي، مطار شانغهاي بودنغ الدولي، مطار شنيانغ الدولي، مطار شينزين باوان الدولي، مطار شيجياتشوانغ تشنغدينغ الدولي، مطار تاييوان وسو الدولي، مطار تيانجين الدولي، مطار أورومتشي الدولي، مطار ونزهو يونجقيانج الدولي، مطار ووهان الدولي، مطار سنن شوفانغ الدولي، مطار شيامن قاوتشي الدولي، مطار شيان شيانيانغ الدولي، مطار شيتشانغ تشينغشان، مطار شينينغ الدولي، مطار شيشوانغباننا غاسا، مطار ينتشوان خه دونغ، مطار تشنغتشو الدولي، مطار تشوهاى سانزو |
| خطوط تيانجين الجوية       | مطار تيانجين الدولي |
| طيران التبت               | مطار جانغيوان واشهان، مطار تشانغتشون الدولي، مطار دالي، مطار ديشين شانغري-لا، مطار غولمود، مطار غولوغ ماكين، مطار هاربين الدولي، مطار جييانغ شاوشان، مطار لانتشو تشونغ تشوان، مطار لاسا الدولي، مطار ساني ليجيانغ، مطار ديهونغ مانغشي، مطار نينغشهاي ماينلينغ، مطار كامدو بامدا، مطار سانمينغ شياتشيان، مطار سانيا فينيكس الدولي، مطار شانغهاي هونغكياو الدولي، مطار شنيانغ الدولي، مطار شينزين باوان الدولي، مطار شيغاتسي بيس، مطار شيجياتشوانغ تشنغدينغ الدولي، مطار تاييوان وسو الدولي، مطار تيانجين الدولي، مطار شيامن قاوتشي الدولي، مطار شيان شيانيانغ الدولي، مطار شينينغ الدولي، مطار شيشوانغباننا غاسا |
| أورومتشي للطيران          | مطار أورومتشي الدولي |

### الشحن
| شركـات طيـران     | الوجهات                                                                   |
| ----------------- | ------------------------------------------------------------------------- |
| خطوط أس أف الجوية | مطار تشيناي الدولي، مطار أنديرا غاندي الدولي، مطار هانغتشو شياوشان الدولي |